# (14040) Andrejka
(14040) Andrejka (1995 QD2) – planetoida z pasa głównego asteroid okrążająca Słońce w ciągu 3,21 lat w średniej odległości 2,18 j.a. Odkryta 23 sierpnia 1995 roku.